# Annie Dillard
Annie Dillardová, rodným jménem Doaková, (* 30. dubna 1945 Pittsburgh) je americká spisovatelka známá svými narativními prózami. Kromě prózy však publikovala i sbírky esejí, básní, literární kritiku, dva romány a jeden memoár. Za svou knihu Pilgrim at Tinker Creek, vydanou roku 1974, obdržela v roce 1975 Pulitzerovu cenu za literaturu faktu.

## Život
Dillardová se narodila 30. dubna 1945 v Pittsburghu a je nejstarší ze tří dcer Franka a Pam Doakových.
Detaily svého dětství popsala v autobiografii An American Childhood (1987), kde líčí, jaké to je vyrůstat v 50. letech v „domě plném šprýmařů“. Věnuje se v ní několika různým tématům, například geologii, entomologii, epidemiologii a poezii. Mezi knihy, které ji v mládí ovlivnily, patří The Natural Way to Draw a Field Book of Ponds and Streams, protože jí ukázaly cestu k porozumění síly přítomného okamžiku. Dny trávila prozkoumáváním, lekcemi klavíru a tance, sbíráním brouků a kamínků, kreslením a čtením nejrůznějších knih. Svou matku popisuje jako nekonformní a plnou energie. Její otec ji naučil spoustu užitečných dovedností, jako například základy instalatérství, vyznat se v ekonomice nebo v záludnostech románu Na cestě od spisovatele Jacka Kerouaca. S dospíváním si ale uvědomila, že její rodiče rozhodně nebyli neomylní.
Navštěvovala Univerzitu Hollins ve Virginii, kde se studovala anglický jazyk, teologii a tvůrčí psaní. Bakalářský titul získala v roce 1967 a magisterský v roce 1968. Ve své magisterské diplomové práci se zaměřila na Henryho Davida Thoreaua a předvedla, jak jezero Walden plní funkci středobodu Thoreauova vyprávění proudícího mezi zemí a nebesy.
Několik prvních let po dokončení studia strávila Dillardová olejomalbou, psaním a vedením osobního deníku. V tomto období také publikovala několik básní a kratších příběhů a účastnila se programu prezidenta Lyndona B. Johnsona zaměřenému proti chudobě. V letech 1980 až 2002 vyučovala Dillardová na katedře anglického jazyka a literatury na soukromé univerzitě Wesleyan University v Connecticutu. Do penze odešla jako emeritní profesorka.
V roce 1965 se jako dvacetiletá provdala za svého profesora tvůrčího psaní, Richarda Dillarda. O deset let později se rozvedli a ona se přestěhovala z Roanoke na Lummijský ostrov poblíž Bellinghamu ve státě Washington. V roce 1976 si vzala Garyho Clevidence, profesora antropologie na Univerzitě Fairhaven. V roce 1988 se opět rozvedla, a ještě téhož roku se vdala za životopisce Roberta D. Richardsona. Poprvé se s ním setkala po tom, co mu poslala obdivný dopis ohledně jeho knihy Henry Thoreau: A Life of the Mind. Dillardová zůstala za Richardsona provdaná do jeho smrti v roce 2020.
Dillardová se již od dětství věnovala malířství, které se stalo její vášní a hlavní tvůrčí činností poté, co ukončila svou literární tvorbu pro veřejnost. Výtěžek z prodeje svých obrazů pravidelně věnuje na charitativní projekty a podporu dostupnosti lékařské péče. Ačkoli během svého života působila na univerzitách, jinak se vyhýbala veřejné pozornosti a většinu času žila téměř v ústraní. Velkou část volného času zasvětila také četbě – jako dospívající přečetla každoročně přes sto knih. Malířství zůstala věrná po celý život a stalo se nedílnou součástí jejího tvůrčího vyjádření.

## Dílo
Annie Dillardová je někdy srovnávána s autory jako jsou Virginia Woolfová, Gerard Manley Hopkins, Emily Dickinsonová, William Blake a John Donne. Mezi její oblíbené autory, které ve svém vlastním díle často cituje, patří Henry James, Thomas Hardy, Graham Greene, George Eliot a Ernest Hemingway.
- Tickets for a Prayer Wheel (1974) – básnická sbírka. Hlavní témata tohoto díla autorka blíže prozkoumává i ve svých prozaických knihách.
- Pilgrim at Tinker Creek (1974) – literatura faktu. Jedná se sbírku narativů pojednávajících o autorčině domovině ve virginském městě Roanoke. Jako předloha jí posloužily vlastní deníkové zápisy. Přestože jsou kapitoly pojmenované, nejedná se o sbírku esejí, jak se někteří kritikové domnívají. První kapitoly byly publikovány v časopisech The Atlantic, Harpers a Sports Illustrated. Dillardová se v knize snaží popsat Boha studiem jeho vlastního výtvoru, což vedlo jednoho z kritiků k tomu, aby ji nazval „jednou z nejpřednějších hororových spisovatelek dvacátého století“. V časopise The New York Times vyzdvihla spisovatelka Eudora Weltyová její „obdivuhodný způsob psaní“ který podle ní odkrývá pocit nespoutaného obdivu a intenzitu prožitků, přesto si v některých místech není úplně jistá, o čem Dillardová vlastně mluví. Kniha byla v roce 1975 oceněna Pulitzerovou cenou za literaturu faktu. Autorce bylo v tu dobu teprve 28 let a byla tak nejmladší ženou, která kdy tuto cenu obdržela.
- Holy the Firm (1977) – literatura faktu. Jednoho dne se Dillardová rozhodla začít pracovat na projektu, který by popisoval události tří dnů na Lummijském ostrově. Když v průběhu druhého dne havarovalo letadlo, začala rozjímat nad bolestí a nad tím, jak jen může Bůh dovolit, aby takovéto přirozené zlo vůbec existovalo. Přestože má kniha pouhých 66 stran, Dillardové trvalo 14 měsíců, než rukopis dokončila. V příloze The New York Times Book Review nazval Frederick Buechner tuto knihu vzácnou a výjimečnou. Někteří kritikové spekulovali nad tím, jestli při jejím psaní nebyla autorka pod vlivem nějakých omamných látek – ta odpověděla, že nikoliv.
- Teaching a Stone to Talk (1982) – sbírka 14 narativů a esejí. Esej „Life on the Rocks: The Galapagos“ vyhrála cenu New York Women’s Press Club a esej „Total Eclipse“ byla vybrána jako nejlepší americká esej 20. století. Další eseje v tomto díle: An Expedition to the Pole, In the Jungle, Living Like Weasels, The Deer at Providencia, Teaching a Stone to Talk, On a Hill Far Away, Lenses, A Field of Silence, God in the Doorway, Mirages, Sojourner, Aces and Eights.
- Living by Fiction (1982) – kniha teorie literatury. Zde Dillardová popsala svou teorii, ve které se zaměřuje na postavy a děje, které byly „zploštěny“ (= učiněny všedními, nevýraznými). Poukazuje na rozdíl mezi výtvarným uměním, kde je rovina pro dílo nezbytná, a literaturou, ve které je potřeba se takovéto transformaci prostoru vyhnout. Dillardová poznamenala, že v průběhu psaní tohoto díla přesvědčila samu sebe k napsání historického románu (The Living), který o deset let později skutečně vydala.
- Encounters with Chinese Writers (1984) – žurnalistické dílo. Je rozděleno do dvou částí. Děj té první je posazen do Číny, kterou Dillardová po pádu Gangu čtyř navštívila jakožto členka delegace šesti amerických spisovatelů a nakladatelů. Ve druhé části je Dillardová hostitelkou skupiny čínských spisovatelek, se kterými v doprovodu Allena Ginsberga navštívila Disneyland.
- An American Childhood (1987) – memoár. Kniha se zaměřuje na „procitnutí“ z dětství, ve kterém byla ponořená jen sama do sebe, a na schopnost vžít se do přítomného okamžiku světa okolo.
- The Writing Life (1989) – sbírka esejí, ve které Dillardová pojednává o tom kde, jak a proč píše. Podle biografie, kterou napsal její manžel, však autorka toto dílo zavrhuje (tedy kromě poslední kapitoly, která vypráví příběh pilota Davida Rahma).
- The Living (1992) – historický román. Soustředí se na první evropské osadníky v pobřežní oblasti severozápadu Severní Ameriky. Při psaní této knihy si sama pro sebe zakázala používat anachronismy a také číst jakékoliv knihy vydané po roce, o kterém psala.
- Mornings Like This (1995) – básnická sbírka. V tomto díle využila Dillardová speciálního typu poezie: found poetry. Za výtvarný ekvivalent tohoto básnictví se dá považovat koláž. Dillardová vyjmula a uspořádala fráze z různých starších knih a vytvořila tak básně, které měly často nádech ironie. K původním tématům knih se nijak nevztahovaly.
- For the Time Being (1999) – literatura faktu. Ústředními tématy jsou zde zrození, utváření písku, Čína, mračna, čísla, Izrael, setkání, myslitel, zlo a přítomnost.
- The Maytrees (2007) – román, jehož příběh začíná po konci druhé světové války. Vypráví o celoživotní lásce manželské dvojice, která žije ve městě Provincetown na poloostrově Cape Cod. Román se v roce 2008 stal jedním z finalistů soutěže o cenu PEN/Faulkner Award for Fiction.
- The Abundance (2017) – sbírka esejí.

## Náboženské vyznání
Jako dítě navštěvovala Dillardová v Pittsburghu presbyteriánský kostel Shadyside, její rodiče se těchto návštěv neúčastnili. Čtvery letní prázdniny strávila v presbyteriánském kempu v Pensylvánii, ale jako dospívající do kostela chodit přestala, protože byl podle ní „pokrytecký“. Když s rozhodnutím obeznámila svého duchovního, dostala od něj čtyři svazky rozhlasových vysílání C. S. Lewise. Dillardová oceňovala autorův pohled na utrpení, ale jinak jí připadalo toto téma probrané zcela nedostatečně.
Po vysoké škole se Dillardová se dle svých vlastních slov stala „spirituálně promiskuitní“. Ve své první prozaické knize, Pilgrim at Tinker Creek, odkazuje nejen ke křesťanství a Bibli, ale i k islámu, judaismu, buddhismu a inuitské mytologii. Kolem roku 1988 na nějaký čas konvertovala k římskokatolické církvi. V roce 1994 obdržela cenu Campion, která je každoročně udělovaná katolickým spisovatelům redaktory časopisu America. V roce 1999 Dillardová v knize For the Time Being popsala, jak se zřekla křesťanské víry, a poukázala na absurditu některých křesťanských doktrín. Ke křesťanství však měla stále blízko a nepřestávala obdivovat katolického spisovatele Teilharda de Chardina. Na jejích osobních webových stránkách je její náboženská víra označena popiskem „žádná“.